# Le Boucher de Cincinnati
Le Boucher de Cincinnati est le quatorzième album de la série de bande dessinée La Jeunesse de Blueberry de François Corteggiani (scénario), Michel Blanc-Dumont (dessin) et Claudine Blanc-Dumont (couleurs). Publié pour la première fois en 2005, c'est le premier d'un diptyque.

## Résumés

### Court
Alors que la guerre de Sécession fait rage, les armées nordistes semblent en voie de gagner sur les forces sudistes, mais une arme secrète menace de modifier le cours de la guerre. Blueberry et d'autres hommes sous les ordres de Allan Pinkerton sont envoyés en mission pour récupérer son inventeur. Pour y parvenir, ils devront affronter des villageois qui veulent pendre sommairement un prétendu meurtrier, un groupe sudiste, un officier sudiste fanatique et un contingent de soldats français.

### Détaillé
La guerre de Sécession fait rage au « milieu de l'été 1864 ». Allan Pinkerton met au courant Blueberry, Homer, Baumhoffer et le sergent Grayson de l'enlèvement d'un armurier : Richard Jordan Gatling, inventeur de la Gatling. Pinkerton explique que cette invention « pourrait inverser le cours de la guerre » en faveur des sudistes. Les autorités à Washington savaient qu'il mettait au point une telle arme, mais avaient dédaigné l'inventeur qui demeurait à Cincinnati, ville facilement accessible aux forces sudistes. Il ordonne que Gatling soit ramené dans l'Union au mieux, tué au pire. Le même jour, Blueberry et ses compagnons embarquent dans un train qui les mènera au plus près du front.
Au même moment, les sudistes qui ont capturé Gatling font halte dans un « saloon - hotel ». Le tenancier et ses aides leur préparent à manger et à boire. Un peu après, le tenancier envoie un pigeon voyageur, mais l'oiseau est abattu par Snake, l'un des sudistes. Sous la menace d'un revolver, le tenancier est ramené dans la salle à manger et avoue pourquoi il a agi ainsi. Plus tard, le colonel responsable de la troupe rit, car un pigeon voyageur emportant un faux message a été envoyé à Pinkerton. De plus, pour éliminer tout témoin, Snake a abattu les gens qui tenaient le saloon - hotel.
À Saint-Louis au Missouri, Blueberry et ses compagnons débarquent du train. Baumhoffer lit un message expédié par Pinkerton et décide de se diriger vers le sud au lieu du nord, alors que le message lui signale que les ravisseurs de Gatling se dirigent vers le lac Supérieur près de la frontière canadienne. Le message comporte en effet un identifiant qui indique que le pigeon provenait de Muskogee en Oklahoma. 
Cinq jours plus tard à Muskogee, le shérif tente d'empêcher la pendaison sommaire d'un vieil homme accusé du meurtre des gens du saloon - hotel : il se trouvait dans la cave lorsque Snake les a tués. La troupe menée par Baumhoffer sauve in extremis le vieil homme et donne un coup de main au shérif. À la prison, « le prophète » révèle tout ce qu'il sait à propos de la troupe qui détenait Gatling. Les hommes qui voulaient le lyncher reviennent à la charge. Baumhoffer propose au shérif de l'assommer et de s'enfuir avec le prophète : « [une] idée qui évitera un bain de sang ». Ainsi, le shérif ne sera pas tenu responsable. Quelques instants plus tard, la troupe s'enfuit à cheval poursuivie par les hommes du village. Homer et Grayson obligent les villageois à renoncer à la poursuite.
Dans la soirée, le prophète se souvient que les ravisseurs ont mentionné « une ancienne mission fortifiée » située au Mexique près du Rio Grande, « entre San Carlos et Piedras Negras ». Après une semaine de chevauchée, la troupe se sépare, certains fouillant la région pour y trouver la mission, alors que Blueberry et Homer montent un mise en scène où Homer est l'esclave noir de Blueberry.
Dans une chambre d'hôtel à Piedras Negras, Blueberry, Baumhoffer, le sergent Grayson et le prophète échangent des informations. Baumhoffer explique qu'une force militaire française, envoyée par Napoléon III, est « [débarquée] en 1862 » et a permis à Maximilien de devenir empereur du Mexique. Blueberry, soupçonnant d'être écoutés, découvre dans le couloir un homme qui bat une femme mexicaine. Il intervient et bat l'homme, ce qui permet à la femme de s'enfuir.
Blueberry apprend que le colonel sudiste qui dirige les ravisseurs de Gatling est un joueur de poker. Il décide de jouer contre lui au saloon, faisant exprès de perdre. Il en arrive à perdre Homer, qu'il prétend sourd et muet. Snake, autre sudiste, procède à différents tests, quasi-mortels, pour s'assurer que Blueberry et Homer ne jouent pas la comédie. 
À la mission, Snake introduit Homer auprès de Gatling, lui affirmant qu'il l'aidera à compléter plus rapidement son travail. À l'hôtel, la femme mexicaine s'est introduite dans la chambre de Blueberry, car elle est « venue le remercier ». Alors qu'ils s'embrassent, des soldats français pénètrent violemment dans la chambre. Grâce à Blueberry, la femme s'enfuit. Quelques heures plus tard, il se réveille en compagnie d'un officier français, « le commandant de Saint Claude », qui demande pourquoi Blueberry fréquente les juaristes de la région.

## Personnages principaux
- Blueberry : lieutenant de cavalerie nordiste tentant de récupérer une arme secrète[10].
- Baumhoffer : homme travaillant pour le compte de Pinkerton[10].
- Homer : homme travaillant pour le compte de Pinkerton[10].
- le prophète : vieil homme qui aide les hommes de Pinkerton[11].
- Snake : officier sudiste sans scrupule[12].
- Richard Jordan Gatling : inventeur d'une nouvelle arme[10].